# Zawiesina wodno-węglowa
Zawiesina wodno-węglowa – paliwo ciekłe składające się z drobnych ziaren węgla kopalnego zawieszonych w wodzie (często 55-70% węgla, 30-45% wody). Do jej produkcji można stosować zarówno węgiel kamienny, jak i brunatny. Cząstki węgla mają rozmiary rzędu mikrometrów. Stosowana w energetyce (spalanie w kotłach) oraz jako zastępcze paliwo ciekłe (na przykład w silnikach Diesla).